# 博洛尼亞 (烏克蘭)
49°23′56″N 23°51′35″E / 49.39889°N 23.85972°E
博洛尼亞（烏克蘭語：Болоня），是烏克蘭西部利維夫州斯特雷區米科拉伊夫市镇的村庄。始建於1853年，面積0.97平方公里，海拔高度264米，2001年人口343，人口密度每平方公里353.61人。